# Jean Schubnel
Jean Schubnel, né le 24 juin 1894 à Château-la-Vallière (Indre-et-Loire) et mort le 18 août 1987 à Langeais  (Indre-et-Loire), est un peintre naïf français du XXe siècle. 

## Biographie

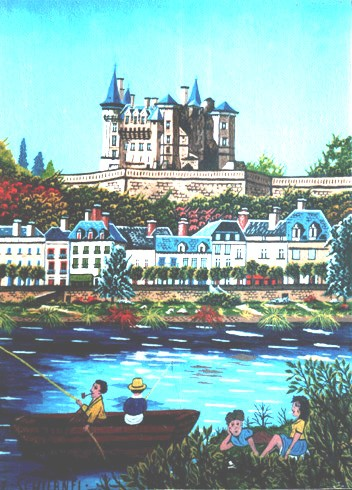
Le Château de Saumur, 1960, huile sur carton toilé, 46 × 32,5, collection Louis Guyard.

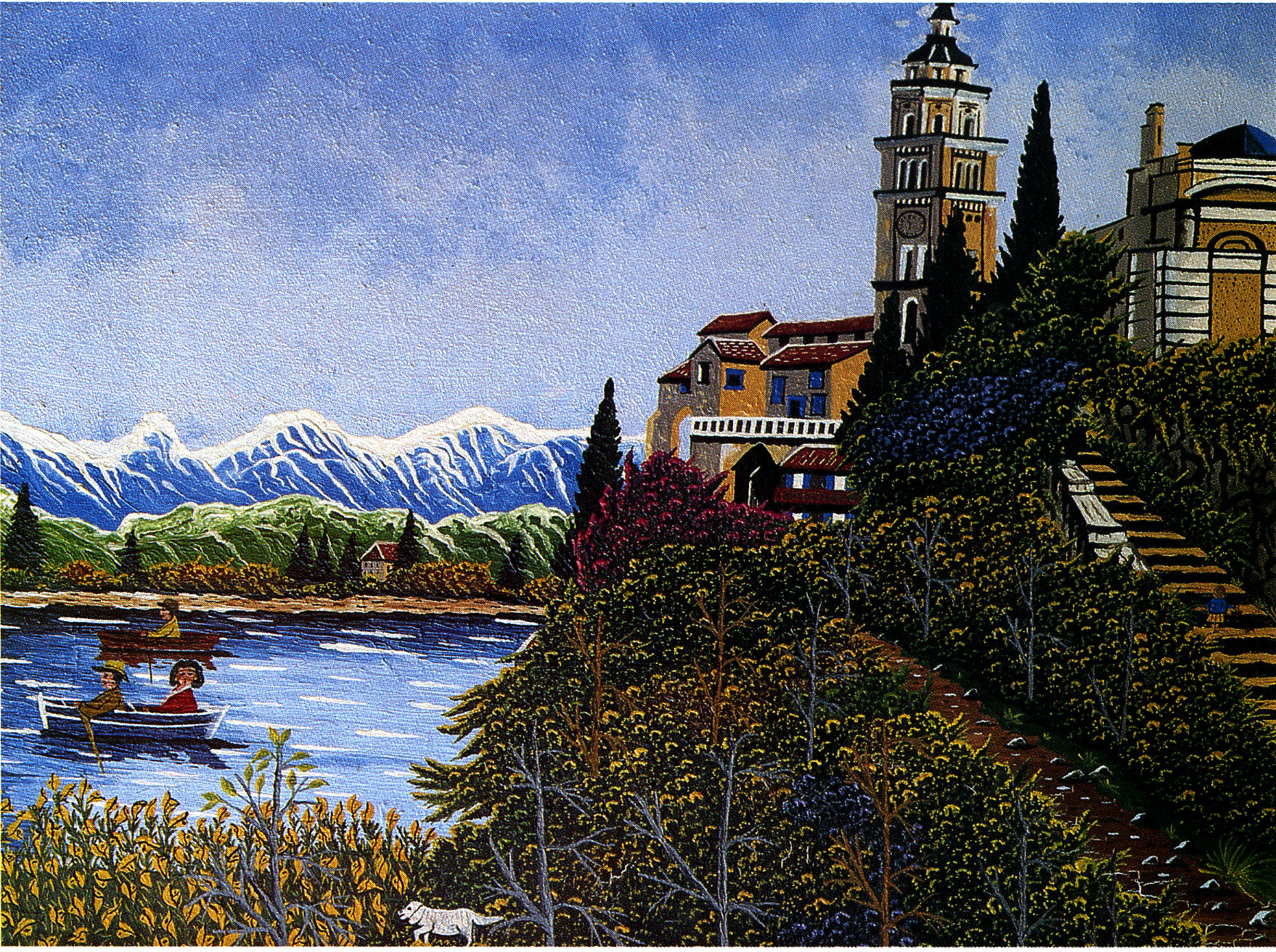
Paysage suisse, huile sur toile, 60 × 45.

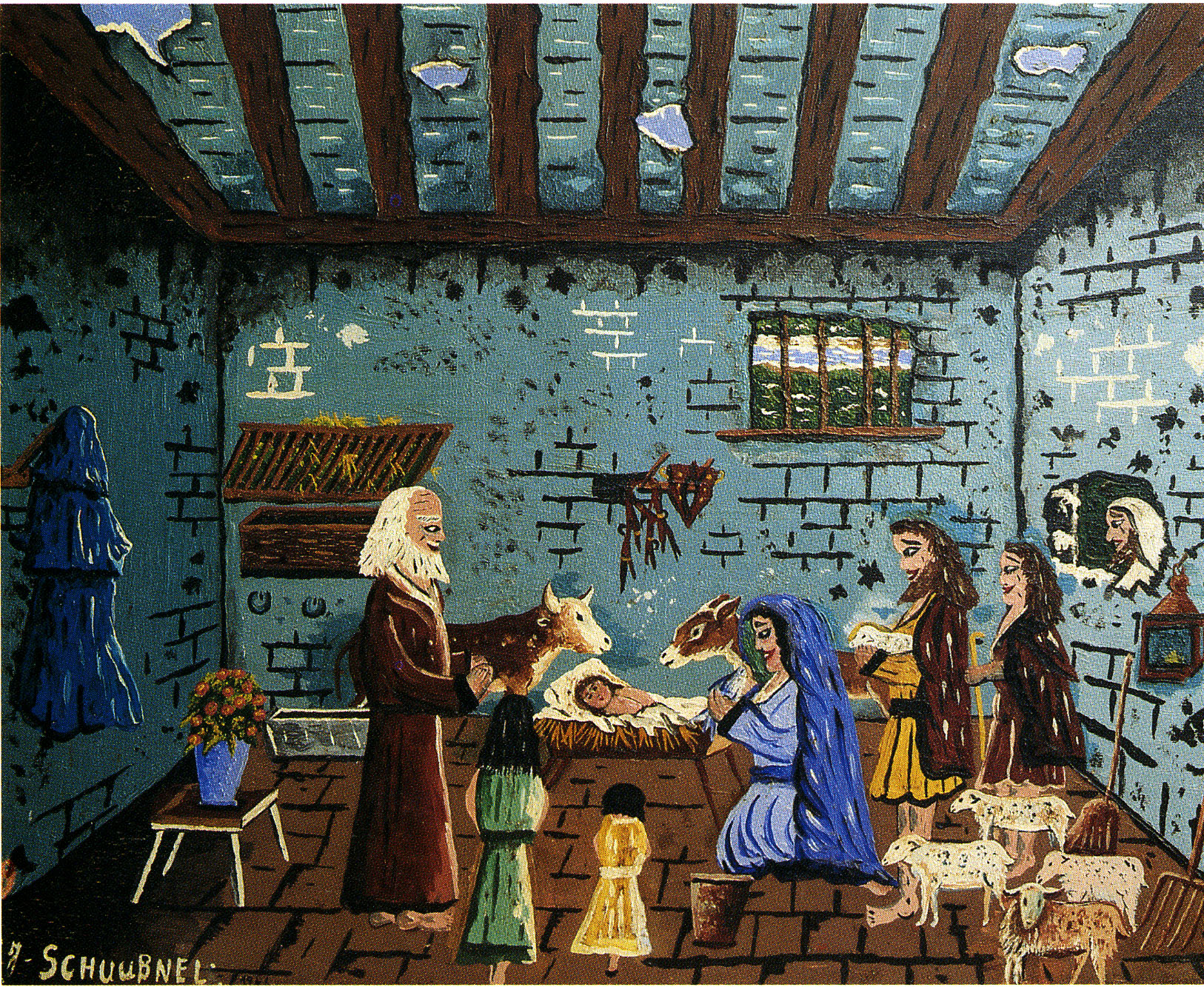
Nativité, huile sur toile, 65 × 54.

### Enfance
Jean Schubnel, aussi appelé « le peintre des châteaux », se destine tout d'abord à la cuisine et fait son apprentissage à Tours, à Paris, enfin à Amboise, où son grand-père avait acheté l'hôtel de Londres, place Saint-Denis. Il se marie avec Marie-Louise, une Amboisienne en 1920.

### Débuts dans la peinture
De 1910 à 1914, il découvre la peinture grâce à un peintre (Savarly ?) qui prenait pension à l'hôtel de Londres. Ce dernier lui donne les premiers rudiments et, fort de ces conseils, Jean Schubnel commence à peindre : le château d'Amboise, des paysages... Il peint parfois d'après nature, mais le plus souvent d'après des cartes postales. Il réalise aussi des copies.

### Départ à la guerre
Malgré sa myopie et son astigmatisme, il est mobilisé et part en 1914. Il est gazé et termine la guerre comme cuisinier dans un état-major. 

### La peinture quelque peu délaissée...
La guerre terminée, il reprend l'huilerie de son grand-père, rue Bodot, à Amboise, jusqu'en 1932 ou 1933. Il abandonne cette activité pour prendre un café, rue du cygne Saint-Jacques, à Châtellerault, mais pas plus que la précédente, cette activité ne lui laisse le temps de peindre.

### ... puis reprise
Il quitte alors Châtellerault pour s'installer, en 1942 ou 1943, chez une parente de sa femme, Mme Royne, (aussi mère de Marcelle épouse de Jacques Schubnel, le fils de Jean) qui tient à Langeais, rue Charles-VIII, une recette buraliste.
Là, il reprend le pinceau. Ses premières peintures, d'une facture très simple, ont été soit données, soit vendues au prix de la peinture et de son support. Elles étaient exposées dans le bureau de tabac tenu alors par son épouse. En 1944, il entre au dépôt de l'Armée de l'air, à Cinq-Mars-la-Pile, comme auxiliaire de sécurité. Cette activité lui laisse beaucoup de temps libre.

### Rencontre avec de grands peintres
Anatole Jakovsky, critique d'art, alors en vacances à Bréhémont, franchit la Loire avec le bac pour venir visiter Langeais. Il découvre alors les œuvres de Jean Schubnel exposées dans le bureau de tabac. C'est le choc et, dès lors, il fera tout pour le faire connaître et reconnaître.
Ce n'est que le début de la notoriété. Peu à peu, Jean Schubnel est reconnu par ses pairs et devient l'ami des plus grands : l'écrivain Maurice Bedel, le peintre Max Ernst...

### Les expositions
En 1950, il entre au musée d'Art moderne et ce, avec une toile qu'il ne plaçait pas parmi ses meilleures.
Le 29 février 1952, il réalise sa première exposition à la galerie Palmes à Paris. Cette exposition est faite à l'initiative d'Anatole Jakovsky et de Maurice Bedel qui en préface le catalogue.
En décembre 1956 Paul Guth lui consacre dans Vogue un article qu'il intitulera : « Un naïf parmi les naïfs ».
La même année, il expose, toujours grâce à Anatole Jakovsky, à la Galerie de l'Institut, avec Willy Vandersteen, Bouquet, Van Hyffe.
C'est la Belgique en 1958 et à nouveau en 1959, puis l'Italie, enfin, New York plusieurs années de suite.
Le tableau, La Pile de Cinq-Mars, ainsi que deux autres de ses tableaux, furent acquis par le musée de Laval.
Les œuvres de Jean Schubnel entrent aussi au musée Anatole Jakovsky, près de Nice.
De 1961 à 1969, on le retrouve dans diverses expositions : à Deauville, Tours...
En 1969, il participe au Grand Prix de la ville de New York avec deux tableaux. Il en vendra un.
En mai 1974, lors de son inauguration, le musée d'Art naïf de l'Île-de-France acquiert une de ses toiles.
D'autres se trouvent dans quelques musées français : Montfort-l'Amaury, Chinon, Beaulieu-sur-Mer.
Il a aussi réalisé avec Agnès Varda un moyen métrage: Ô saisons, Ô châteaux.

### La fin d'un peintre
De plus en plus myope, Jean Schubnel se retire à Langeais, à la Châtaigneraie avec sa femme Marie Louise, son fils Jacques, sa belle-fille Marcelle et ses quatre petits-fils (Michel, Jean-Claude, Jean-Louis, François). Peu après la naissance de son premier arrière-petit-fils, qui porte son prénom, Jean Schubnel s'éteint le 18 août 1987 à la Châtaigneraie.

### Aujourd'hui
Ses enfants et petits-enfants gardent précieusement, aujourd'hui, ses dernières œuvres qui leur sont destinées. La dernière réalisation non finie par Jean Schubnel est toujours sur son chevalet dans le même atelier où il peignait. Ce tableau est plutôt sombre et semble être un bâtiment détruit par la guerre.
Entre le 14 juin 2003 et le 28 septembre 2003 s'est tenu à Laval le 4e Biennale d'art naïf. Des tableaux de Jean Schubnel furent exposés, principalement prêtés par la famille Schubnel.

## Œuvres dans les musées
- Africaine à l'Oasis, musée du vieux château, Laval[2]
- La Pile de Cinq-Mars, musée du vieux château, Laval[3]
- Rigny-Usse, musée du vieux château, Laval[4]